# آفتاب‌پرست معمولی
آفتاب‌پرست معمولی تنها عضو آفتاب‌پرست است که ساکن اروپا است.